# Disney's Friends for Change Games
Disney's Friends for Change Games (no Brasil: Jogos Transformando o Mundo) é um programa de televisão americano do Disney Channel.
Consiste de uma série de jogos, apresentados e narrados por Tiffany Thornton, de Sunny Entre Estrelas/Sem Sentido, e Jason Earles, de Hannah Montana/Kickin' It (no Brasil, Os Guerreiros Wasabi)
Nos Estados Unidos, sua estréia foi 24 de junho de 2011. Na América Latina-Disney Channel estréia foi em 15 de agosto de 2011 e no Disney XD foi transmitida a repetição da semana no sábado.